# Шакли
Шакли (на арабски: شكلي‎; на френски: Chekli, Chikly) е тунизийски малък остров в северната част на лагуната на Тунис, с площ от 0,03 km2. Необитаем.
На острова има древна цитадела „Форт Сантяго Чикли“, която е възобновена от испанския управител Люис Перес Варга в 1546 – 1550 г. Крепостта е изоставена през 1830 г. и потъва в разруха.